# Бан (Интернет)
Бан (англ. ban, /bæn/ — запрещать, объявлять вне закона) или блокировка пользователя — один из способов ограничения действий пользователей в Интернете. Ограничения накладываются на какие-либо права пользователя (на создание/отправление новых сообщений или создание новых тем на веб-форуме, на отправление сообщений в чате, на комментирование в блогах, запрет доступа к личным страницам и др.). Блокировка помогает оградить интернет-сайт от троллей, спамеров, вандалов, несогласных с мнением блокирующего и прочих лиц, чьи сообщения или действия вредят пользователям ресурса.
Администрация веб-сайта или модераторы внутреннего форума устанавливают правила, действующие только на их площадках, за нарушения которых накладываются блокировка контента или функциональности с помощью автоматической системы или вручную. Эти правила оглашены в соглашении по использованию сайта. Как правило, посетитель обязан их прочитать перед регистрацией.
Пользователя можно добавить в чёрный список по его учётной записи или IP-адресу. Однако, смышленые нарушители попытаются обойти систему через повторную регистрацию, смену IP или прокси. Также, если блокируемый IP-адрес сдается в аренду провайдером, то могут пострадать другие пользователи.

## Виды бана
- По уровню:
  - Бан аккаунта — блокировка конкретного аккаунта пользователя.
  - Бан по IP — блокировка не только аккаунта, но и IP-адреса, с которого происходил к нему доступ.
  - Бан «по железу» — блокировка пользователя по серийным номерам комплектующих устройства, с которых происходил доступ к аккаунту.
  - Бан по верифицируемым сайтом персональным данным — блокировка не абстрактного пользователя, а конкретного физического лица.
- По открытости:
  - Классический бан — открытая и недвусмысленная блокировка, при которой пользователь видит свой статус.
  - Шедоубан (теневой бан) — блокировка контента от пользователя без блокировки самой учётной записи пользователя: пользователь может продолжать пользоваться ресурсом, но его публикации не видны другим пользователям[1].

## История происхождения
Ранее бан означал: (в Речи Посполитой) изгнание из королевства по решению суда.
Значение слова «Банниция» в Энциклопедическом словаре Брокгауза и Ефрона:
Банниция — Так называлось в древнем польском праве лишение государственных преступников некоторых или всех прав (Б. временная или Б. вечная); первая служила наказанием за сопротивление властям и грабеж; человека, подвергшегося такой банниции, держали в тюрьме до тех пор, пока он не удовлетворит требования истца. Банниты имели право подавать апелляцию в высший суд или королю в продолжение 12 недель и до окончательного решения дела запастись королевским глейтом, освобождавшим их от ареста. Вечная банниция, или лишение всех прав, позволяла каждому старосте, в юрисдикции которого найдется баннит, хватать его и карать смертью. Так, напр., погиб славный Самуил Зборовский.

## Бан в поисковых системах
Бан сайта в поисковых системах — наказание сайтов поисковыми системами. Заключается в полном запрете на индексирование и ранжирование сайта. Накладывается за грубые нарушения правил поисковых систем. Сайт заносится в чёрный список на неопределённый срок, его страницы не индексируются и не появляются в результатах поиска.
Причины наложения бана сайта в Яндексе:
- Дорвей — страницы и сайты, основной целью которых является перенаправление посетителя на другой ресурс с помощью редиректа или ссылки.
- Клоакинг — страницы и сайты, которые отдают разный контент пользователям и роботам поисковых систем с целью повлиять на ранжирование в поисковой системе.
- Скрытый текст — размещение на страницах сайта невидимого или слабовидимого текста с ключевыми словами с целью повлиять на ранжирование в поисковой системе.
- Неоригинальный, бесполезный контент — сайты, которые содержат неоригинальный, вторичный, малополезный контент, а также сайты, создаваемые для продажи ссылок и заработка на рекламе. Подробно о некоторых методах борьбы с такими сайтами: алгоритмы АГС-30, АГС-40, изменения в работе алгоритма АГС.
- Переоптимизация — размещение на страницах сайта текстов, которые содержат неестественное, избыточное количество ключевых слов, чтобы повлиять на ранжирование в поисковой системе.